# クロウカシス 七憑キノ贄
『クロウカシス 七憑キノ贄』（クロウカシス　ななつキノにえ）は、2009年12月11日にInnocent Greyより発売された18禁アドベンチャーゲーム。予約限定版には、特製化粧箱（別売のサウンドトラックを収納可）・セカンドファンブック（描き下ろしイラスト・設定資料等を収録）・Pケース用特製スリーブが付属。

## 概要
InnocentGrey発足5周年記念作品。前作までとは異なり、吹雪で孤立した洋館という閉鎖空間を舞台としている。ゲーム中の随所に自由行動パートが組み込まれており、この中で館内を探索したり人物と会話するなどしてキーアイテムやキーワードを集めていく。またこれまでのInnocentGrey作品に無かった要素として、行動やストーリーの進行に付随する分単位の時間経過の概念がある。なお体験版は、冒頭に本編には無い一日目の朝からの出来事を七月紅緒の視点で描いたパートが追加されており、専用のイベントCGが二枚含まれる。
前作に続いて出演声優オーディションが行われ、優勝者の優稀澪がヒロイン・七月詩音役に決定し、「FIN」と表示されるパターンのエンディングで流れるテーマ曲も歌っている。
発売当初は初回起動にネット認証が必要だったが、2010年12月11日以降はアクティベーション解除ゲームプログラムの適用が必須となっている。

## ストーリー
1964年東京オリンピックを控えた年の冬、東京の私立大学に通う古林智士は民俗学ゼミの先輩・切原想子に連れられ、北上川の上流に位置する七月村の伝承を調査するため現地へ向かう。途中道に迷ったあげく吹雪にあい遭難しかけるが、運良く通りかかった七月紅緒の馬車に拾われ、山間に建つ彼女の屋敷に迎えられる。折りしも屋敷では三女・詩音の結婚式当日であり、智士と想子も客人として招かれ出席するが、翌朝新郎の六曜勇が他殺体で発見される。電話線が切断されている上、麓の村へ通じる唯一の道である吊り橋も人為的に落とされている事が判明。誰が殺人犯かも分からないまま、次に麓から御用聞きがやって来て事態が知れるまでの三日間、智士は陸の孤島となった屋敷で他の十一人と共に過ごす事を余儀なくされてしまう。

## 設定
七憑館（ななつきかん）
本作の舞台となる明治初期に建てられた二階建ての洋館。玄関を南向きに十字型をしており、厨房や倉庫などを含む全28室に加え、地下室や屋根裏部屋もある。加えて屋敷の北西には尖塔が建っている。建物の外観が黒塗りで、内装は黒と白を基調としたモノトーンになっている。七月村の中心部からおよそ10kmほど山奥に入った場所にあり、村との行き来出来る道は途中の沢にかかる吊り橋が唯一である。
七月家
江戸中期より七月村を支配する女系の領主一族。元は「七憑」姓を名乗っていたが、数世代前に「憑」の字のマイナスイメージを嫌って「七月」姓に改めた。初代当主が隠秘学に傾倒し、その影響で血筋の純粋性を保つという目的のため何世代にも渡って近親交配を行ってきた。それにより男子が産まれなくなったり、精神に異常を来たす者が多く現れるようになっている。かつては精神に異常を来たした者を殺害し血筋から異常性を排除しようと試みていたが、後に一族の子女に婿を迎える形での存続に方針変更している。また「異常の無い人間」である事を証明するため、結婚式の後に花嫁を棺桶に閉じ込めて施錠した聖堂内に放置し、翌朝まで何事も異常なく過ごせたら婚姻が成立する、という独自の儀式を行っている。婿養子の恒星が自殺したため、現在の当主はその妻・摩夜である。一族の権勢は衰えておらず、未だに地域一帯の行政・司法に大きな影響力を持っている。なお、歴代の当主は全員が首吊り自殺をしている。
七憑の呪い
七月村に伝わる伝承で、実際には呪いというより七不思議に近い。内容は以下の七つ。
一つ目、七月家の当主が全て変死している件
二つ目、七月家には男が生まれない件
三つ目、七月村の神隠しの件
四つ目、館が漆黒に塗り込められている件
五つ目、大量の鴉が館を覆う件
六つ目、"七憑きの贄"の件
七つ目、贄とされた娘の霊が館を彷徨う件

## 登場人物
古林智士（こばやし さとし）（コンフィグから変更可）
主人公。都内の私立大学一年生で、専攻は民俗学。あまり体格が良い方ではなく、身長は160cmを少し超える程度。趣味は読書で、特に推理小説を好む。
押しが弱くかつ押しに弱い、おとなしい青年。しかし感情の起伏が激しく、一度タガが外れると暴力衝動を抑える事が出来ないという一面を持つ。先輩の想子に振り回されているが、闊達な彼女に憧れを抱いている。華奢な上に童顔であるため、年上の女性から良く好かれる。
切原想子（きりはら そうこ）
声：葉村夏緒
同じゼミに所属する智士の大学の先輩。21歳。身長156cm、スリーサイズは上から85/58/88。趣味はギター演奏と音楽鑑賞で、マイナーな七月恒星の作品も知っている。いわゆるコーラ中毒で常に瓶詰めのコーラを大量に携帯しており、朝食を抜いてもコーラは飲むほどの愛飲者である。
ずぼらで細かい事はあまり考えず、勢いで物事を押し切ろうとする一方、非常に思慮深い面もある。男女の機微には疎く、屋敷では智士に宛がわれた部屋に乗り込んで衣服の乱れも気にせずに彼のベッドを占拠して寝ていた。出されたエビのスープにエビの身が入っていない、栓抜きをよく失くすなど、割りとどうでもいいようなところでやたらと運が悪い。
正体は恒星が友人の娘マリノに産ませた双子の姉で、本名は七月歌音（ななつき　かのん）、詩音は実妹である。3歳の時に住んでいた山小屋が摩夜によって放火された際、通りかかった仁によって助け出されたが、背中に広範囲の火傷を負い意識不明だったため、七月村の病院に収容されていた。摩夜が放火する際にその顔を目撃しており、意識を取り戻してからは病院から姿を消し、彼女への復讐心だけを支えにその後の人生を生きてきた。摩夜の娘達を殺して彼女に家族を奪われる苦しみを思い知らせようと計画し、道に迷ったふうを装って七憑館に入り込んだ。専用ルートでは偶発的に発生した勇殺害事件に乗じて七月家長女・藍を殺す。しかしその後に智士によって正体を暴かれ、追い詰められて摩夜の殺害を図るも智士と詩音の説得に応じ思い止まった。殺人罪で逮捕・起訴され有罪となり懲役刑に処されるが、十年近い刑期を終えた後、智士に迎えられ出所した。
七月紅緒（ななつき べにお）
声：あじ秋刀魚
七月家の次女。智士と同い年。身長155cm、スリーサイズは上から83/57/84。趣味はピアノ演奏とオカルト全般で、関係書物を原語で読みたいがためにドイツ語とヘブライ語を習得した。またタロット占いを嗜む。アメリカの怪奇小説家に因んでラヴクラフトと名付けた、気難しいオッドアイの黒猫を飼っている。また子供の頃は「ニャルラトテップ」と名付けた「ぬいぐるみらしき物」を持っていた。
男のような言葉遣いで尊大な言動をする、支配者の気品が漂う女性。改まった場や客人の前では上品で淑やかな言動を心掛ける事もあるが、あまり長続きはしない。非常に寝起きが悪く、大抵は昼頃までベッドから出てこない。詩音ほどではないが小柄で細身な体型なため、摩夜や藍と違ってグラマーではない事にコンプレックスを抱いている。自分の感覚が周囲の人間とどこかズレている事を自覚しており、「もし昔の因習が残っていたら真っ先に殺されていただろう」と述べている。
実は摩夜が主治医の御巫士郎と密通して産んだ子であり、父・恒星とは血の繋がりが無い。恋愛経験は乏しいものの勘は鋭く、母親と博士の不倫に気付いていた。また恒星は彼女が実子ではないと知った後も変わらず愛情深く接したため、血の繋がりが無い事を知っても彼への親愛の念は揺るがなかった。なお大学には通っていないが、赤門の最高学府に余裕で入学出来るほどの学力がある。
七月詩音（ななつき しおん）
声：優稀澪
七月家の三女（養子）。18歳。身長145cm、スリーサイズは上から76/55/78。趣味は歌を歌う事で、実母から聞かされた子守唄をよく歌っている。
元々病弱である事と、幼少時より尖塔に幽閉されて育ったため発育が遅れており、毛髪と瞳の色素が脱落してしまっている。正規の教育を受けておらず知識の大部分が小説から得たもので、一般常識すら欠けており「人間は首を切断しない限り死なない」と思い込んでいる。また、七月家に引き取られる以前の記憶をほとんど失っている。同性愛者の義姉・藍と肉体関係を持っている。
実は恒星が友人の娘マリノに産ませた双子の妹で、想子（歌音）は実姉である。七月三姉妹の中で唯一恒星の血を引く実子。3歳の時に住んでいた山小屋が摩夜によって放火された際、通りかかった仁によって助け出され、養子として七月家に引き取られた。この時点で0歳として戸籍に登録されたため書類上は18歳となっているが、実年齢は21歳である。幼い頃から自分を守り親身に世話をしてくれた叔父・星次と密かに愛し合い、肉体関係も持っている。勇に星次との関係を公にすると脅され、婚姻の儀式の最中に犯されそうになるが咄嗟に自分の長い髪で彼の首を絞め身を守り、その後斧で彼の首を切断し「殺害」した。専用ルートでは智士の指摘によって勇殺害を認め、追い詰められて摩夜を殺害しようとした姉・想子（歌音）を思い止まらせた。殺人罪で逮捕・起訴され有罪となり懲役刑に処される。服役中に妊娠と脳腫瘍の存在が判明、出産まで脳手術を待ったために失明したが、無事に双子の女児を産む。子供達は星次に引き取られ、仮出所後は自身も彼の元に身を寄せ親子四人で暮らした。
七月藍（ななつき あい）
声：秋城柚月
七月家の長女。身長168cm、スリーサイズは上から89/58/85。趣味は読書で、それを通じて昔から勇と親しい。
穏やかで優しく、そのフリをしている妹・紅緒とは違い、本当に上品なお嬢様である。精神的に強い方ではなく、些細な事で動揺しやすい。また暗所恐怖症で、停電時などにパニック状態となる。同性愛者であり、義妹・詩音と肉体関係を持っている。
実は摩夜が主治医の御巫士郎と密通して産んだ子であり、父・恒星とは血の繋がりが無い。命を救われたお礼に智士と肉体関係を持ち、その後妊娠を知らせるため東京へ戻っていた彼の元を訪れるというルートがあるが、基本的に犠牲者役であり、真犯人と事件背景が明らかになるパターンのルートではいずれも必ず殺害されてしまう。
七月摩夜（ななつき まや）
声：柚木かなめ
恒星の未亡人で、現当主。身長170cm、スリーサイズは上から90/61/88。趣味はガーデニング。年齢に比べて見た目が非常に若々しい。
立ち居振る舞いが鷹揚な典型的貴婦人。若い頃にある音楽会で辻村家の恒星を見初め、自ら求婚して婿に迎えた。後に恒星が連れて来た詩音を養子とする事には同意したものの、彼女を尖塔に幽閉して実子の藍・紅緒とははっきりと扱いに差をつけている。
七月家の遺伝的精神異常が如実に現れている人物で、結婚後長く子供に恵まれなかった事、若く美しいマリノへの嫉妬などが発症のきっかけとなった。マリノに対する嫉妬と被害妄想から彼女を傷付けようとしたため、恒星によって一時的に尖塔に幽閉される。しかしその症状はますます悪化し、なかなか子供が出来ない事を気に病み恒星の愛情を繋ぎ止めようと若さと美貌に異常なまでの執着を示すようになり、度々尖塔から抜け出しては七月村から何人もの若い娘をさらって来ては地下の隠し部屋で鉄の処女などの拷問具を用いて殺害、その血を浴びたり飲んだりしていた。当初は恒星を深く愛しており、吸血行動は彼の愛を得たいが故のものであったが、恒星がマリノと関係を持った事を知ると一転して彼を激しく憎悪するようになる。精神の治療のため雇われていた医師・御巫士郎（みなぎ　しろう）と密通して藍・紅緒を産んだ上、士郎を唆して恒星に砒素を盛り毒殺を謀った。士郎が高齢となり引退した後はその息子・博士を後任の主治医として屋敷に招き入れ、愛人として囲った。吸血衝動は性的な満足によってある程度抑制されるが、最近になって更にメイドを一人殺害している。また屋敷を出たマリノの行方を探し出し、その住まいに放火して彼女を殺害している。明らかな猟奇連続殺人犯であるが、ゲーム中ではこれらの罪について彼女がどのように処遇されたのか詳細は不明のままである。
燈山あかね（ひやま あかね）
声：高井戸雫
七月家に仕えるレディースメイド。身長153cm、スリーサイズは上から89/57/88。趣味は裁縫。毎食でも構わないというほどのカレーライス好き。レディースメイドではあるが、摩夜の世話の他、料理以外の全ての家事を取り仕切っている。ただし、そそっかしくてよくドジを踏む。
本名は美園あかねといい、七月家にメイドとして雇われた後に行方不明となった姉・あかりの消息を探るため、母方の姓を名乗って屋敷に潜入した。七月家の主治医・博士に片思いをしているが、屋敷内で彼を待ち伏せしたり、医務室でこっそり彼の白衣の匂いを嗅いでいるなど、その行動はストーカーじみた様相を呈している。一方、結婚のために滞在している勇に邸内を調べまわっている事を知られて脅迫され、彼から性的な調教を受けている。
水守なるみ（みなかみ なるみ）
声：かわしまりの
七月家に仕えるハウスメイド。身長183cm、スリーサイズは上から82/59/86。趣味はパズル。ハウスメイドではあるが、料理以外の仕事は面倒臭がってほとんどしていない。ただし、料理の腕前は超一流である。恒星が亡くなった後に雇われた新顔であり、メイドとしてはあかねの方が先輩である。
正体は七月家の隠し財産を狙いメイドに扮して屋敷に潜り込んだプロの泥棒であり、錠前破りを得意とする。身長の割りに小振りな胸を気にしている。
御巫博士（みなぎ ひろし）
声：瀬路啓維
高齢の父・士郎の後を継いだ七月家の主治医で、専門は内科。身長173cm。趣味はスキー。名前の読みは「ひろし」であるが、紅緒からは「はかせ」と呼ばれからかわれている。父親同士は険悪であったものの、勇とは仲の良い友人。軽い言動から女たらしと誤解されがちだが、実際には真面目で誠実な紳士である。
かつて屋敷で働いていたメイド・美園あかりとは恋仲だった。突然姿を消したあかりの行方を案じており、今でも一途に彼女を思い続けているが、父に代わって渋々ながら摩夜の愛人も務めている。紅緒・藍の異母兄に当たる。
六曜勇（ろくよう いさむ）
声：蘭丸
七月家の遠縁である六曜家の跡継ぎ息子で、詩音の婿になる予定だった。身長175cm。趣味は読書で、それを通じて昔から藍と親しい。宮城県石巻市を拠点とする実家の貿易会社で社長を務める。
欲深い上に女性にだらしがない性格で、今まで多くの女性と関係を持ってきた。屋敷に来てからはあかねの弱みを握って脅し、性欲処理を強要した。詩音が世界的に有名な辻村家とリーシェ家の血を受け継いでいる事を知り、その名声を家業に利用するため彼女を妻に迎えようと企てた。禁を破って婚姻の儀式の最中に聖堂へ忍び込み、星次との関係をネタに詩音を脅し犯そうとしたが、抵抗した彼女によってあえなく殺害された。
辻村星次（つじむら せいじ）
声：馬並硬太
七月家の先代当主・恒星の実弟で、屋敷の管理人および詩音の世話係を務める。身長172cm。元は画家であったが売れず、大病を患った娘の治療費を稼ぐため兄の元で働き始めた。また辻村家は音楽一家であるため絵画の他に音楽にも造詣が深く、紅緒にピアノの手解きをした。
気が弱く柔和な性格をしており、七月家の人々に対しては親類としてではなくあくまで使用人として接している。屋敷に住み込みで働いているが、東京に小さな自宅がある。兄・恒星からの信頼は厚く、屋敷内で微妙な立場にある詩音の養育を任され、長く彼女を守ってきた。
詩音と接する内に愛し合うようになり肉体関係まで持つが、罪の意識に苛まれており、関係を隠し続け彼女の結婚に対しても意見しなかった。また摩夜の凶行に気付いていたが、金銭的な援助を受けている負い目から告発出来ず黙認していた。
七月恒星（ななつき こうせい）
七月家の先代当主で、30歳を過ぎた頃に辻村家から七月家へ婿入りした。大衆受けはしないが世界的に高い評価を得ている音楽家で、現在の七月家の財産はほとんど彼一人で築いたものである。摩夜を深く愛しており、彼女の凶行を知っても告発する事もせず、精神を病んだ彼女に献身的に尽くしていたが、心身共に疲労しきった折にマリノと過ちを犯してしまい、この事が次世代にまで続く大きな禍根を残す結果となる。摩夜と士郎によって砒素を盛られており余命短いと悟ると、自ら首を吊って生涯を終える。遺書には詩音に一切の遺産を渡さない旨の記載があるが、これは実子でありながら不遇の彼女が遺産を巡る争議に巻き込まれずに平穏に過ごせるようにとの、せめてもの配慮であった。なお、藍と紅緒が自分の子でない事を知った後も、それまでと変わらず愛情を注いでいた。
高嶺仁（たかみね じん）
声：野☆球
七月家の現顧問弁護士。身長186cm。病死した父親の代理として詩音と勇の結婚式を執り行うため、屋敷に滞在している。威圧的な容姿で、無愛想な物言いをする。顔の左半分に大きな火傷の痕があり、左目には眼帯をしている。
若い頃、偶然にマリノ母娘が暮らす小屋が火事になっている現場に行き合い、勇敢にも燃え盛る小屋に飛び込んで幼い歌音と詩音を救い出した。顔の火傷はその際に負ったものである。
マリノ・リーシェ
声：春山色葉
ドイツ人作曲家ディートリッヒ・リーシェの娘。両親が事故死した後に父の友人だった恒星に引き取られ、養子縁組を断って七月家のメイドとして働いた。以前から恒星を異性として意識しており、長じて一度だけ彼と肉体関係を持って身篭り、屋敷から姿を消した。その後、屋敷から少し離れた山小屋で産んだ双子の姉妹・歌音と詩音と共に密やかに暮らしていたが、居場所を知った摩夜によって小屋は放火され、子供達を遺して死亡した。

## スタッフ
- 企画：Innocent Grey
- 原画・監督：杉菜水姫
- シナリオ：鈴鹿美弥
- CG統括：珈琲貴族
- 音楽制作：MANYO（Little Wing）
- ムービー制作：癸乙夜（Mju:z）

## 主題歌
『Snowdrop』
作詞：六浦館
作曲：まにょっ
歌：霜月はるか
『Linaria』
作詞：六浦館
作曲：まにょっ
歌：優稀澪

## WEBラジオ
イノグレ倶楽部
5周年記念企画および本作の情報番組として全12話が放送された。パーソナリティは七月紅緒役のあじ秋刀魚と燈山あかね役の高井戸雫。2話毎に杉菜水姫とメインキャスト5人がゲスト出演した。

## 関連商品
クロウカシス 七憑キノ贄 ファーストファンブック（ゲーマーズ）
クロウカシス-オリジナルサウンドトラック-（InnocentGrey）
ラジオCD「イノグレ倶楽部」（アールエスケイ）